# 다프네 (오페라)
다프네(독일어: Daphne)는 리하르트 슈트라우스가 작곡한 오페라이다. 오비디우스의 《변신 이야기》와 에우리피데스의 《박코스 여신도들》을 기반으로 하여 제작되었다.

## 악기편성
플루트3 (3번은 피콜로 겸함), 오보에2, 잉글리시 호른, 클라리넷3, 바셋호른, 베이스 클라리넷, 바순3, 콘트라바순, 호른4, 트럼펫3, 트롬본3, 튜바, 팀파니, 큰북, 탬버린, 심벌즈, 탐탐, 트라이앵글, 하프2, 오르간, 현 5부 (16, 16, 12, 10, 8)
- 별도: 알펜호른